# هری بی. ویتینگتون
هری بی. ویتینگتون (انگلیسی: Harry B. Whittington; ۲۴ مارس ۱۹۱۶ – ۲۰ ژوئن ۲۰۱۰) دانشمند در زمینه دیرینه‌شناسی اهل بریتانیا بود.
وی همچنین برندهٔ جوایزی همچون همکار انجمن سلطنتی و کمک‌هزینه گوگنهایم شده‌است.